# Amway Center
L'Amway Center és un pavelló poliesportiu situat a Orlando (Florida). Aquest pavelló és on disputa els seus partits com a local l'equip Orlando Magic de l'NBA. També serà a partir de l'any 2011 la seu dels Orlando Predators de l'AFL.